# Чеболтасово
Чеболтасово — деревня в Туринском городском округе Свердловской области, России.

## Географическое положение
Деревня Чеболтасово муниципального образования «Туринского городского округа» расположен в 12 километрах к востоку-юго-востоку от города Туринска (по автотрассе — 18 километров), на правом берегу реки Шайтанка (левый приток реки Тура).

## Население
| 2002 | 2010 | 2021 |
| ---- | ---- | ---- |
| 71   | ↘69  | ↘31  |